# Ligue de football professionnel du Cameroun
La Ligue de Football Professionnel du Cameroun (en abrégé LFPC) est l'organe chargé de l'organisation du football professionnel au Cameroun. La LFPC, créée en 2010, est placé sous la tutelle de la Fédération camerounaise de football (FECAFOOT). Elle organise les championnats professionnels de première division (Elite One) et de deuxième division (Elite Two) ainsi que la Coupe de la Ligue et la Super Cup. La LFPC a à sa tête le général Pierre Semengue, qui assure les fonctions de président de la ligue depuis 2010.  

## Historique

### Les débuts (2010-2013)
La LFPC a été créé en 2010 avec pour objectif de dynamiser et de construire le football professionnel. Dès sa création, elle prend en charge les championnats Elite One et Elite Two qui étaient jusqu'alors organisés par la fédération nationale de football, la FECAFOOT. 
L'organisation de la ligue connait un certain succès au cours  des premières années grâce aux multiples financements apportés par les sponsors dont le plus important est l'entreprise télécommunications MTN Cameroun. La ligue de football du Cameroun est semi professionnel

### Départ de MTN (2013)
En 2013, MTN Cameroun décide de se retirer du championnat, après en avoir été le sponsor majeur pendant plus de onze années.  Avec le départ du principal sponsor des compétitions de la LFPC, les championnats camerounais traversent des temps difficiles. Les clubs sont appauvris, la ligue est à court d'argent. Et le championnat est interrompu plusieurs fois pendant les saisons et l'on assiste à des trêves longues dues au manque de fonds.

### Le soutien de l'État
Face à tous ces problèmes, la LFPC se tourne vers l'État qui décide de soutenir les clubs à travers des subventions destinées aux clubs et à l'organisation du Championnat. Par ailleurs, pour susciter la contribution des entreprises locales afin de rendre l'institution sportive plus indépendante financièrement, le comité provisoire de gestion va obtenir auprès de l'État que les entreprises qui investissent dans le sport bénéficient d'un rabattement fiscal, des mesures consignées dans la loi des finances 2013,,.

### Le retour de MTN Cameroon
Après plus de trois années d'absence, MTN Cameroon rejoint à nouveau la ligue professionnelle de Football en tant que sponsor exclusif le 11 mai 2017 à la suite de la signature d'un partenariat à hauteur de 3 milliards sur trois années. Avec la signature du contrat de sponsoring, les championnats de première et seconde division ont été rebaptisés MTN Elite One et MTN Elite Two.